# Ill Communication
Albums de Beastie Boys
Some Old Bullshit
(1994) The In Sound from Way Out!
(1996)
Singles
1. Sabotage
Sortie : 28 janvier 1994
2. Get It Together
Sortie : 17 mars 1994
3. Sure Shot
Sortie : 31 mai 1994
4. Root Down
Sortie : 1995

Ill Communication est le quatrième album studio des Beastie Boys, sorti le 23 mai 1994.
Pour cet opus mélangeant hip-hop, punk rock et sonorités plus jazz, les Beastie Boys ont fait appel à des invités comme Eric Bobo, Dave Navarro et des moines tibétains. C'est à partir de cet album que les Beastie Boys ont créé la fondation Milarépa, dans le but initial était de verser des redevances aux moines qui ont été échantillonnés sur ce disque. Par la suite, une idée de concert pour le Tibet a été lancée, amenant au premier concert bénéfice de la série Tibetan Freedom Concert, à San Francisco en 1996.
Ill Communication s'est classé 1er au Billboard 200, rééditant l'exploit accompli par Licensed to Ill, et 2e au Top R&B/Hip-Hop Albums et a été certifié triple disque de platine par la Recording Industry Association of America (RIAA) le 29 septembre 1998.
Il a connu un succès immédiat, en grande partie grâce au clip qui accompagnait le premier extrait, Sabotage. Le clip, une parodie des génériques de séries TV des années 70, tel la série Starsky et Hutch ou Les Rues de San Francisco, a eu aussi le mérite de propulser la carrière du cinéaste Spike Jonze.

## Liste des titres
| No  | Titre                              | Contient un (des) sample(s) de | Durée |
| --- | ---------------------------------- | --- | ----- |
| 1.  | Sure Shot                          | Howlin' for Judy de Jeremy Steig The Funny Sides of Moms Mabley (Side 1) de Moms Mabley Spoonin' Rap de Spoonie Gee Rock the House de Run–D.M.C. Change the Beat (Female Version) de Beside              | 3:19  |
| 2.  | Tough Guy                          | | 0:57  |
| 3.  | B-Boys Makin' with the Freak Freak | That Ain't My Finger de Mantan Moreland Beat Bop de Rammelzee et K-Rob Hopscotch de Charles Rouse Flash It to the Beat de Grandmaster Flash and The Furious Five                                         | 3:36  |
| 4.  | Bobo on the Corner                 | | 1:13  |
| 5.  | Root Down                          | Root Down (And Get It) de Jimmy Smith The Show de Doug E. Fresh, Slick Rick and The Get Fresh Crew | 3:32  |
| 6.  | Sabotage                           | | 2:58  |
| 7.  | Get It Together (featuring Q-Tip)  | Aquarius/Let the Sunshine In de The Moog Machine Headless Heroes d'Eugene McDaniels Escape-Ism de James Brown A One Two de Biz Markie                                                                    | 4:05  |
| 8.  | Sabrosa                            | | 3:29  |
| 9.  | The Update                         | Children of the Earth Flames de John Klemmer | 3:15  |
| 10. | Futterman's Rule                   | Wolf in Sheep's Clothing de Big Youth | 3:42  |
| 11. | Alright Hear This                  | Samba De Amor (Part I) de Yusef Lateef Flash It to the Beat de Grandmaster Flash and The Furious Five It's Nasty (Genius of Love) de Grandmaster Flash and The Furious Five Slow Dance de Stanley Clarke | 3:06  |
| 12. | Eugene's Lament                    | | 2:12  |
| 13. | Flute Loop                         | Flute Thing du Blues Project Dub Revolution de Lee Scratch Perry and The Upsetters Spinning Wheel de Dr. Lonnie Smith I Spy Cops de Richard Pryor Rubber Lips du Young-Holt Unlimited                    | 1:54  |
| 14. | Do It (featuring Biz Markie)       | We Didn't Start the Fire de Billy Joel | 3:16  |
| 15. | Ricky's Theme                      | | 3:43  |
| 16. | Heart Attack Man                   | Sucker M.C.'s (Krush Groove 1) de Run–D.M.C. | 2:14  |
| 17. | The Scoop                          | Atma : Tomorrow du Michal Urbaniak's Fusion I Know I Could Love You Better du Free Movement Tough de Kurtis Blowv Jacob's Ladder de Cedar Walton                                                         | 3:36  |
| 18. | Shambala                           | | 3:40  |
| 19. | Bodhisattva Vow                    | Kissing My Love d'Afrique | 3:08  |
| 20. | Transitions                        | | 2:31  |

| 21. | Dope Little Song | 1:51 |
| 22. | Resolution Time  | 2:49 |
| 23. | Mullet Head      | 2:52 |
| 24. | The Vibes        | 3:06 |